# Severino Reija
Severino Reija Vázquez (Lugo, 4 de março de 1937) é um ex-futebolista espanhol, atuava como defensor.

## Carreira
Severino Reija fez parte do elenco da Seleção Espanhola de Futebol da Copa do Mundo de 1962 e 1966.